# Shiḥna
Shiḥna è il termine islamico medievale che veniva usato per indicare un "sovrintendente" o un "amministratore militare".
Il vocabolo appare verso il IX secolo e indicava un gruppo di uomini armati che svolgevano il compito di custodia di una città. Progressivamente il vocabolo indicò il governo militare di una città e il caso più rilevante è quello di Baghdad sotto il governo selgiuchide. In tal caso lo shiḥna era sia il governatore militare della capitale del Califfato abbaside (un antecedente fu il caso dei primi Tahiridi, per i quali non si usava tuttavia il termine shiḥna), sia il rappresentante del Sultano selgiuchide presso la corte califfale. 
Il termine trovò pratica applicazione anche nel periodo dell'amministrazione ilkhanide in Iraq.